# Corcó-1
Corcó-1 es el nombre de una variedad cultivar de manzano (Malus domestica) Esta manzana está cultivada en la colección de germoplasma de manzanas del CSIC, también está cultivada en la colección de germoplasma de peral y manzano en la "Finca de Gimenells de la Estación Experimental de Lérida - IRTA". Esta manzana es originaria de la Comunidad autónoma de Cataluña, procedente de un ejemplar localizado el año 2002 en Santa María de Corcó-L’Esquirol, comarca de Osona, en Barcelona.

## Sinónimos
- "Poma Corcó-1",[3]
- "Corcó-1 M092",
- "Manzana Corcó-1".[7]

## Historia
'Corcó-1' es una variedad de manzana de Cataluña, está catalogada con el número de accesión M092 en el Banco de germoplasma de peral y manzano de la Universidad de Lérida, que se encuentra integrado en la Red de Colecciones del Programa de Conservación y Utilización de los Recursos Fitogenéticos para la Alimentación y la Agricultura, del Plan Nacional de I+D+I.
'Corcó-1' está considerada con otras muchas de las entradas que se han incorporado al Banco de germoplasma en la "Finca de Gimenells de la Estación Experimental de Lérida - IRTA", provienen de ejemplares únicos, en algunos casos, actualmente desaparecidos, lo que ha permitido paliar la erosión genética que se está dando en estas especies frutales.
'Corcó-1' es una variedad que se cultiva para su conservación genética, para posibles usos y mejoras en cruces con otras variedades, para incrementar cualidades o intercambiarlas.

## Características
El manzano de la variedad 'Corcó-1' tiene un vigor débil de tipo ramificado, con porte horizontal; ramos con pubescencia fuerte, de un grosor delgado, con longitud de entrenudos medios, número de lenticelas medio, relación longitud/grosor de los entrenudos media, tipo de ramos fructíferos predominantes "sin predominio"; época de inicio de floración tardía, yema fructífera de forma ovoide y longitud larga, flor no abierta presenta color del botón floral rosa oscuro, flor de tamaño medio, pétalos con posición relativa de los bordes superpuestos, inflorescencia con número medio de flores medio, de forma plana o ligeramente cupuliforme, sépalos de color predominante verde, sépalos de longitud media, pétalos de longitud corta, y anchura corta, siendo la relación longitud/anchura de los pétalos más largos que anchos, estilos con longitud en relación con los estambres de la misma longitud, estilos con punto de soldadura cerca de la base.
Las hojas tienen un porte erguido en relación con el ramo, limbo de longitud medio y de anchura medio, con una relación longitud/anchura pequeña, forma del borde ondulada, peciolo con longitud largo, forma del limbo elíptica, aspecto de la superficie del haz brillante, pubescencia del envés media, plegamiento de la superficie ondulada, tamaño de la punta media, forma de la base redondeada, estípulas con una forma filiformes, y ángulo del peciolo respecto al ramo mediano.
La variedad de manzana 'Corcó-1' tiene un fruto de tamaño y peso medio; forma globosa aplanada, relación longitud/anchura pequeña, posición de la anchura máxima en el medio, con un marcado en los lados medio; piel con estado ceroso débil, pruina de la epidermis ausente o muy débil; con color de fondo amarillo verdoso, importancia del sobre color débil siendo el color del sobre color naranja, siendo la intensidad del sobre color mediano, reparto del color en la superficie difuminado, acusando unas lenticelas grandes, y una sensibilidad al "russeting" (pardeamiento áspero superficial que presentan algunas variedades) en las caras laterales ausente o muy débil; pedúnculo con una longitud medio, y un grosor medio, anchura de la cavidad peduncular grande, profundidad de la cavidad pedúncular media, y con importancia del "russeting" en cavidad peduncular fuerte; coronamiento por encima del cáliz es débil, importancia de los lados de la cavidad calicina es muy fuerte, anchura de la cav. calicina media, profundidad de la cav. calicina poco profunda, y con importancia del "russeting" en cavidad calicina ausente o muy débil; ojo de tamaño grande, con una apertura del ojo cerrado; sépalos de una longitud media, con un porte parcialmente extendidos.
Carne de color crema, con un oscurecimiento fuerte de la carne al corte; textura de la carne media , dureza de la carne muy dura, jugosidad medio; sabor algo aromático, regular; corazón con distinción de la línea fuerte; eje abierto; porte del sépalo parcialmente extendido; importancia de los lados de la cavidad calicina fuerte; lóculos carpelares cerrados; semillas de longitud muy grande, muy ancha, de color marrón oscuro.
La manzana 'Corcó-1' tiene una época de maduración y recolección de fruto temprana, finales de verano. Época de caída de las hojas muy tardía. Se usa como manzana de mesa fresca, y posible uso como manzana para la elaboración de sidra.

## Calidad de fruto y prueba de cata
- Peso del fruto: Medio
- Calibre del fruto: Medio
- Longitud del fruto: Pequeña
- Índice de almidón: Medio
- Dureza medida de la carne: Alta
- Índice refractométrico (IR): Alto
- Acidez titulable: Baja
- Jugosidad de la carne: Medio
- Textura de la carne: Media
- Dureza sensorial de la carne: Dura
- Dulzor: Medio
- Acidez: Débil
- Intensidad del sabor de la carne: Media
- Sabor: Regular
- Valoración global del fruto: Regular.[3]

## Características Agronómicas
- Afinidad del injerto (compatibilidad): Mala
- Facilidad de formación y poda: Media
- Tipo de fructificación: Tipo III
- Precocidad varietal: Muy precoz
- Vecería: Alta
- Productividad: Media
- Necesidad de aclareo: Alta
- Escalonamiento de la maduración del fruto: Largo
- Sensibilidad a la caída en maduración: sin datos
- Aptitud para la conservación del fruto en árbol: sin datos
- Aptitud para la conservación del fruto en almacén o cámara: sin datos
- Sensibilidad al moteado: sin datos
- Sensibilidad al oídio: sin datos
- Sensibilidad a pulgón lanígero: Alta.[3]